# Jules Mazarin

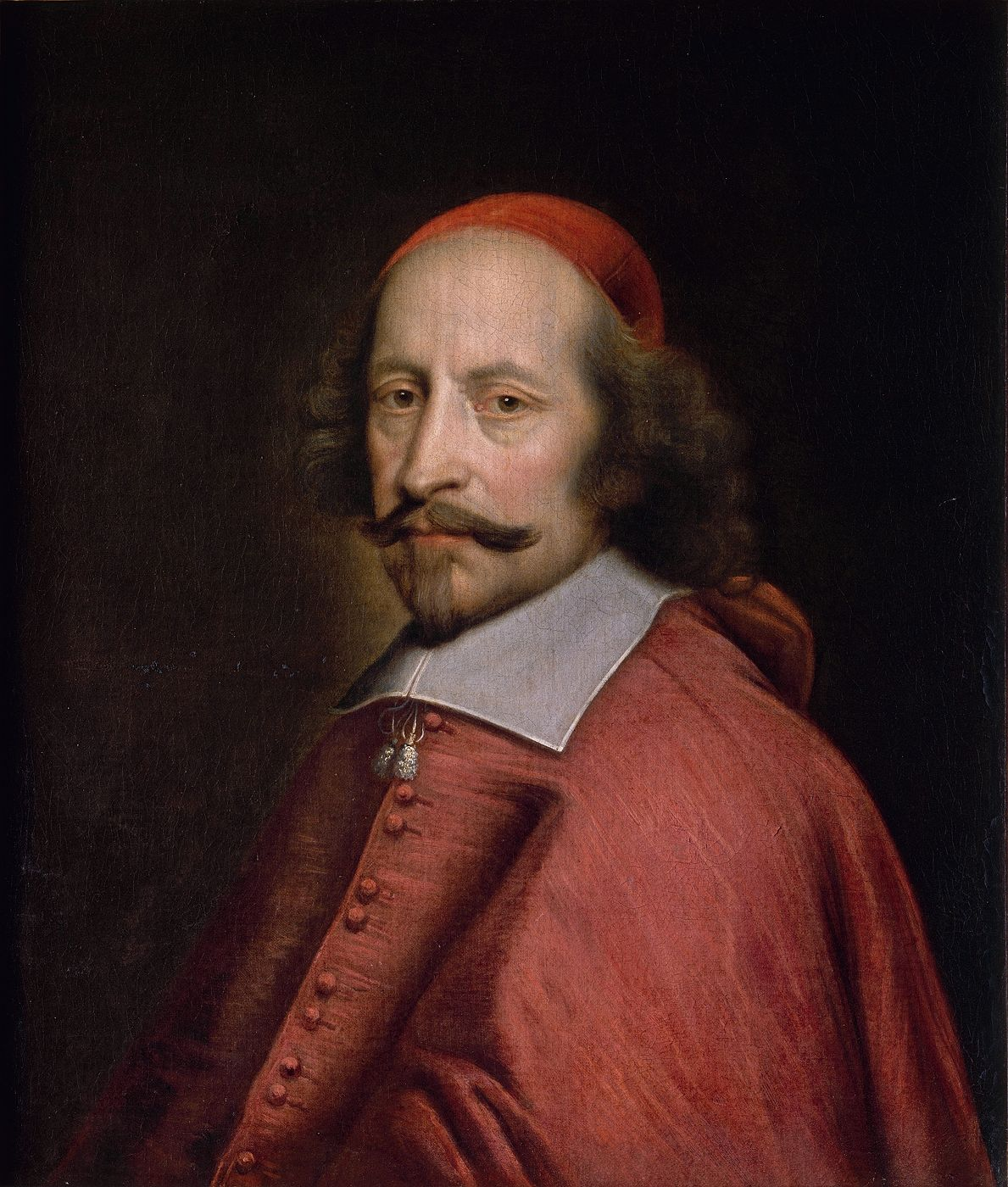
Jules Mazarin; Porträt von Pierre Mignard (etwa 1658).
Mazarins Unterschrift:

Wappen Kardinal Mazarins

Jules Mazarin, eigentlich Giulio Mazzarino, er unterzeichnete aber bis zu seiner Übersiedlung nach Frankreich als Giulio Mazzarini, (* 14. Juli 1602 in Pescina, Königreich Neapel; † 9. März 1661 im Schloss Vincennes, Königreich Frankreich) war ein französischer Diplomat und Kardinal italienischer Abstammung, seit 1659 Herzog von Nevers und Rethel sowie von 1642 bis 1661 regierender Minister Frankreichs als Nachfolger von Kardinal Richelieu.

## Leben

### Herkunft
Mazarin stammte aus einer aufstrebenden Familie. Sein Vater war Pietro Mazzarino, ein Hutmacher aus Palermo, der nach einem Konkurs nach Rom gegangen war, wo sich einer seiner Brüder bereits als Jesuit einen Namen gemacht hatte. In Rom stieg Pietro zum Intendanten des Connetable Marc Antonio Colonna auf, der ihn mit seiner Patentochter Ortensia Bufalini vermählte. Sie wurde die Mutter Jules’, der bei der Geburt in einer Abtei in Piscina allerdings noch Giulio genannt wurde. Es folgten weitere Geschwister:
- Michele (1605–1648), Bischof von Aix, Kardinal 1644, Vizekönig von Katalonien
- Anna Maria (1607–1669), Priorin des Klosters Santa Maria in Campo Marzio
- Laura Margareta (1608–1685), verheiratet 1634 mit Hieronymus Martinozzi, Markgraf von Fano
- Cleria (1609–1649), verheiratet mit Marchese Pietro Muti
- Hieronyma (1614–1656), verheiratet 1634 mit Michael Lorenz Baron Mancini

### Aufstieg
1609 bis 1619 besuchte er das Jesuitenkolleg in Rom, wo er bereits mit fünf Jahren als Wunderkind galt, da er die Predigten fast umgehend auswendig nachsprechen konnte. Als Kämmerer des Abbé Colonna, des Sohnes des Connetable, begleitete er, 17-jährig, diesen an die Universität Alcalá in Spanien und begann ein Studium der Rechtswissenschaften an der Universität Salamanca, wo er unter anderem durch seine große Leidenschaft für Karten und Würfel auffiel.
1622 wurde er in Rom zum Doktor promoviert und trat zwei Jahre später in die Dienste Papst Urbans VIII., wo er päpstlichen Legaten in diplomatischen Missionen assistierte. 1634 bis 1636 wirkte er als päpstlicher Nuntius in Paris, bevor er 1640 in die Dienste Kardinal Richelieus trat und im Jahr darauf zum Kardinal ernannt wurde.

### Kardinal und regierender Minister
Nach dem Tod Richelieus 1642 übernahm Mazarin dessen Amt als regierender Minister und behielt es auch, als nach dem Tod von Ludwig XIII. (1643) dessen Witwe Anna von Österreich die Regentschaft für den noch unmündigen König Ludwig XIV. ausübte. Der Kardinal, dem selbst seine Feinde ein verführerisches Aussehen und ein einnehmendes Wesen bescheinigten, fungierte als Erzieher Ludwig XIV., dessen Pate er war. Auch nachdem Ludwig XIV. 1651 für volljährig erklärt und 1654 gekrönt worden war, blieb Mazarin im Amt.
Außenpolitisch war Mazarin äußerst erfolgreich. Bei den Verhandlungen zum Westfälischen Frieden in Münster 1648 erreichte er bedeutende Territorialgewinne und Einflussmöglichkeiten für Frankreich, ebenso im Pyrenäenfrieden 1659 mit Spanien. Frankreich stieg damit zur führenden kontinental-europäischen Macht auf. 1658 brachte er den Rheinbund im Westen Deutschlands unter französischen Einfluss.
Innenpolitisch war er zunächst wegen des Dreißigjährigen Krieges wenig aktiv. Er setzte die absolutistische Politik Richelieus fort, d. h. Mazarin schränkte die Rechte der „Parlement“ genannten Obersten Gerichtshöfe ein und beschnitt die Feudalrechte des Hochadels. Er reagierte zu spät, als die zunehmende Opposition 1648 in bewaffneten Aufständen, der Fronde, eskalierte. Erst 1653 gelang es ihm, nach zweimaliger Flucht ins Ausland, die Opposition von Adel und hoher Richterschaft niederzuwerfen und die Position der Krone wieder zu festigen und weiter zu stärken. Nach dem Tod Mazarins übernahm Ludwig XIV. persönlich die Herrschaft.
Zeit seines Lebens war Mazarin ein begeisterter Bücherliebhaber und baute sich eine Privatbibliothek auf. Diese umfasste mehr als 5.000 Werke, die nach seinem Tod dem Collège des Quatre Nations in Paris vermacht wurden, aus dem später die älteste öffentliche Bibliothek Frankreichs hervorging, die Bibliothèque Mazarine. Mazarin ließ in Paris auch sein eigenes Palais bauen, das Sammlungen und Galerien aufnahm. An Reichtum mangelte es ihm nicht, allein aus seinen kirchlichen Ämtern konnte er auf die Einkünfte von sechzig Abteien und des Erzbistums Reims zurückgreifen.
Nach dem Abschluss des Pyrenäenfriedens 1659 schenkte der König Mazarin eine Herrschaft im Oberelsass (Pfirt, Altkirch und Thann); im selben Jahr erwarb er von Carlo III. Gonzaga, Herzog von Mantua, die Herzogtümer Nevers und Rethel und nannte sich danach Herzog von Mayenne.

### Neffen und Nichten
Mazarin holte bis zum Jahr 1653 seine Neffen und Nichten nach Paris, wo sie im Palais Royal wohnten und mit dem König erzogen wurden. Die Mädchen wurden Mazarinetten genannt. Als sie bei Hofe vorgestellt wurden, machte Marschall Villeroy den prophetischen Ausspruch: „Kleine Fräuleins, die nichts haben und alles haben werden, Schlösser, Renten, Diamanten und Silbergeschirr.“

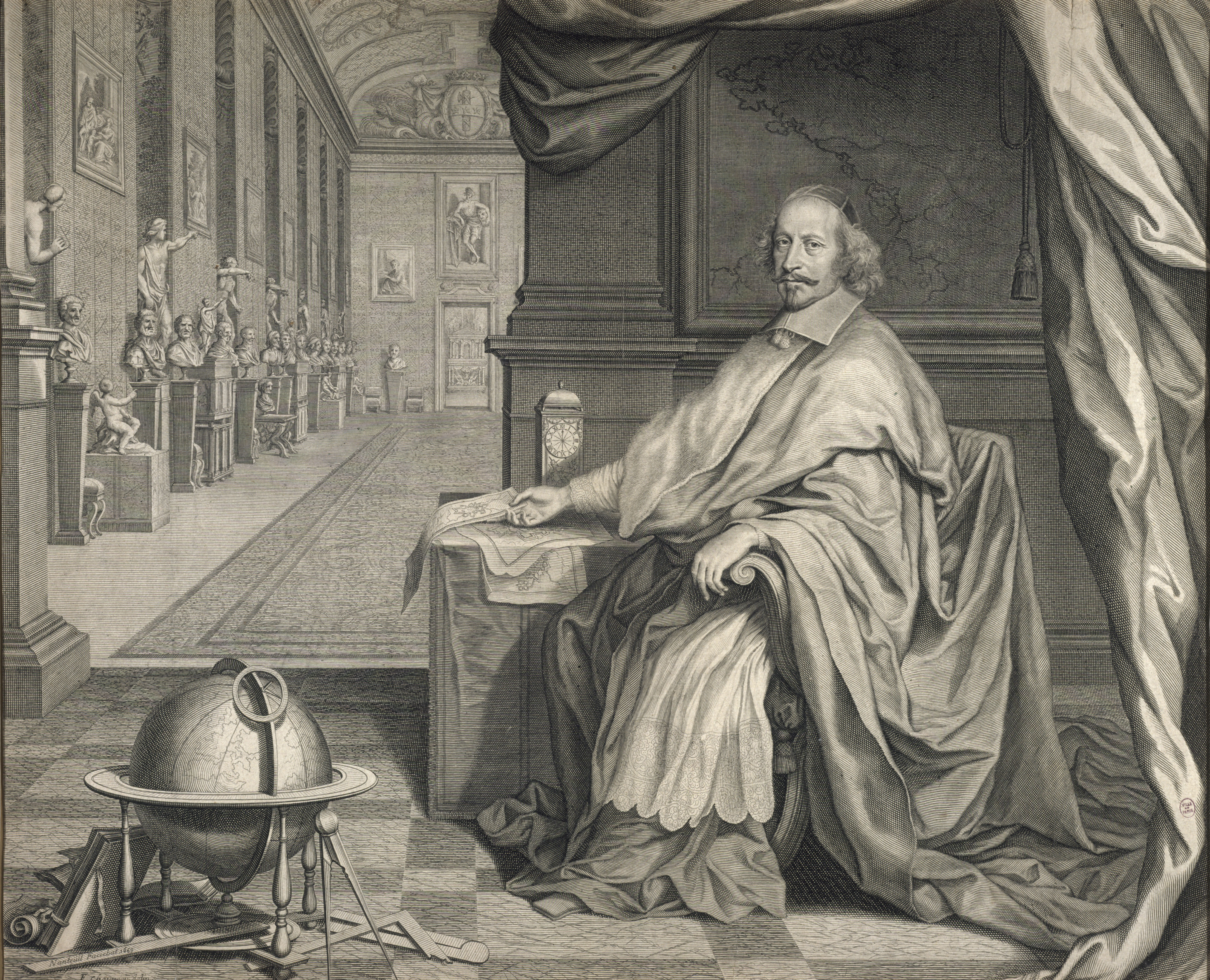
Kardinal Jules Mazarin in seinem Palast

- Laura Martinozzi (1635–1687), Herzogin von Modena
- Laura Mancini (1636–1657), Herzogin von Mercœur
- Michele Paolo Mancini (1636–1652), wurde in den Kämpfen der Fronde getötet
- Anna Maria Martinozzi (1637–1672), Princesse de Conti
- Maria Mancini (1639–1715), Favoritin von Ludwig XIV., später Fürstin von Colonna
- Olympia Mancini (1639–1708), Favoritin von Ludwig XIV., später Gräfin von Soissons
- Philippe Jules Mancini (1641–1707), Herzog von Nevers
- Alfonso Mancini (1644–1656), brach sich bereits mit zwölf Jahren beim Spielen das Genick
- Hortensia Mancini (1646–1699), Herzogin von Mazarin
- Maria Anna Mancini (1649–1714), Herzogin von Bouillon
- Francisco Mancibo

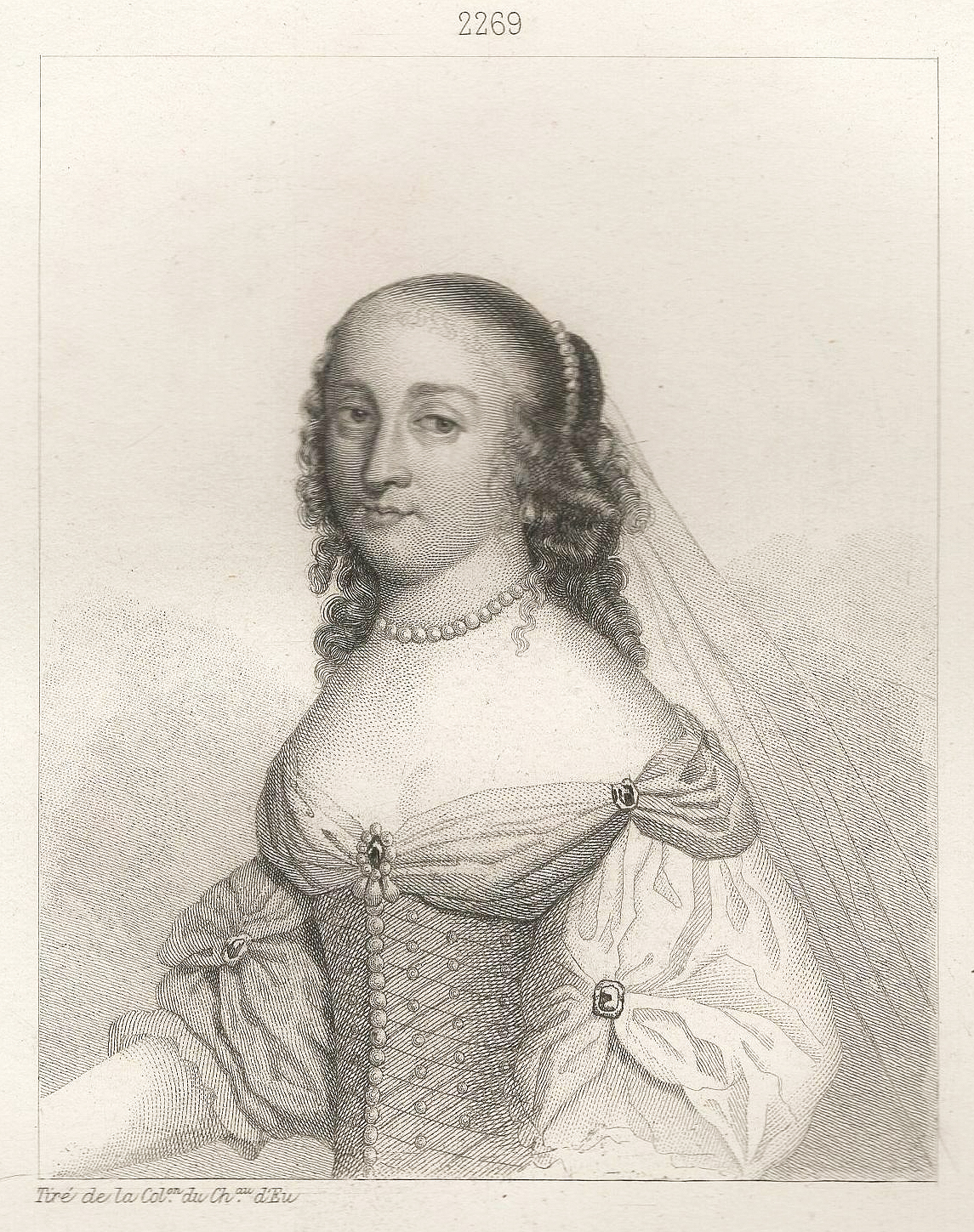
Laure Mancini, duchesse de Mercœur (1636–1657).
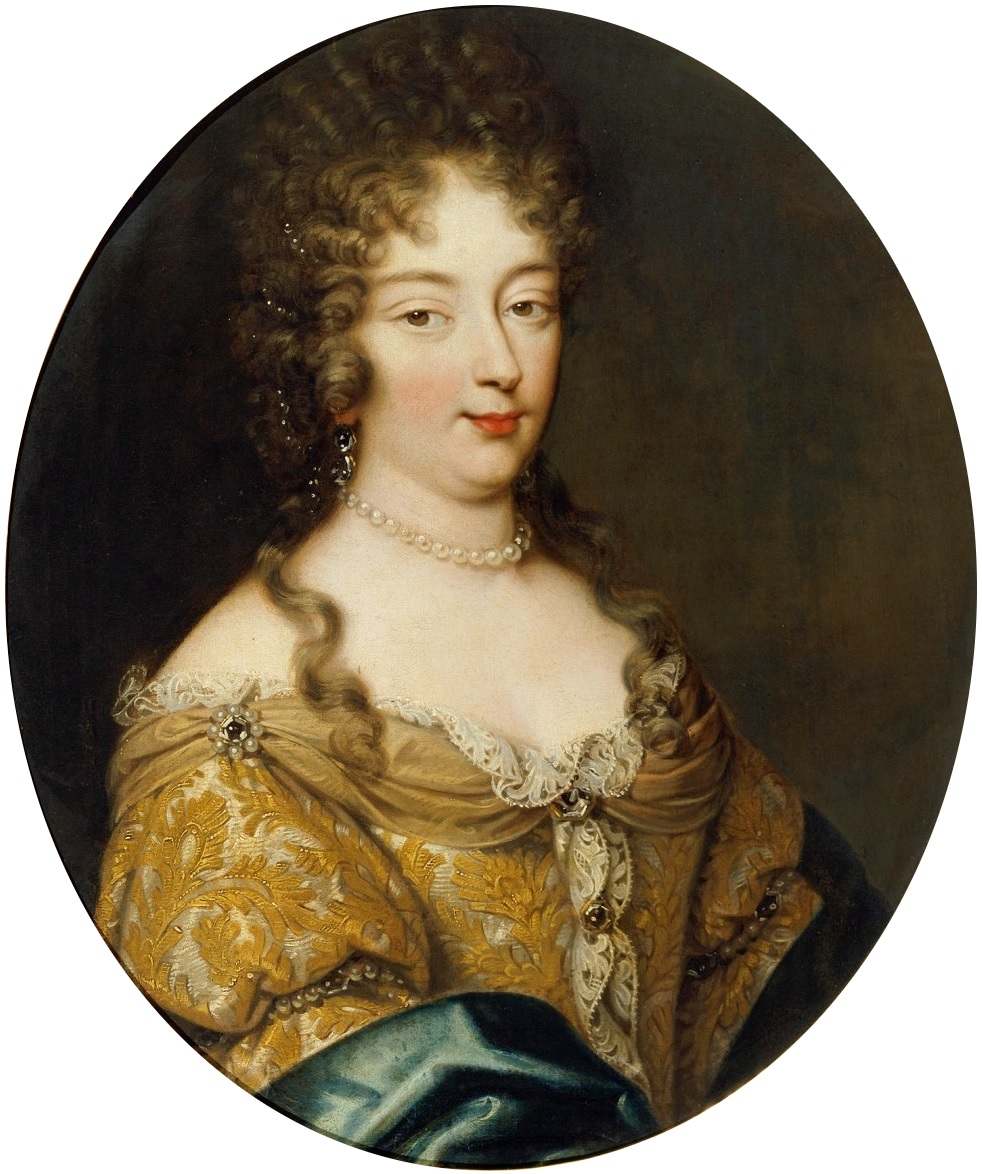
Olympe Mancini, comtesse de Soissons  (1638–1708).
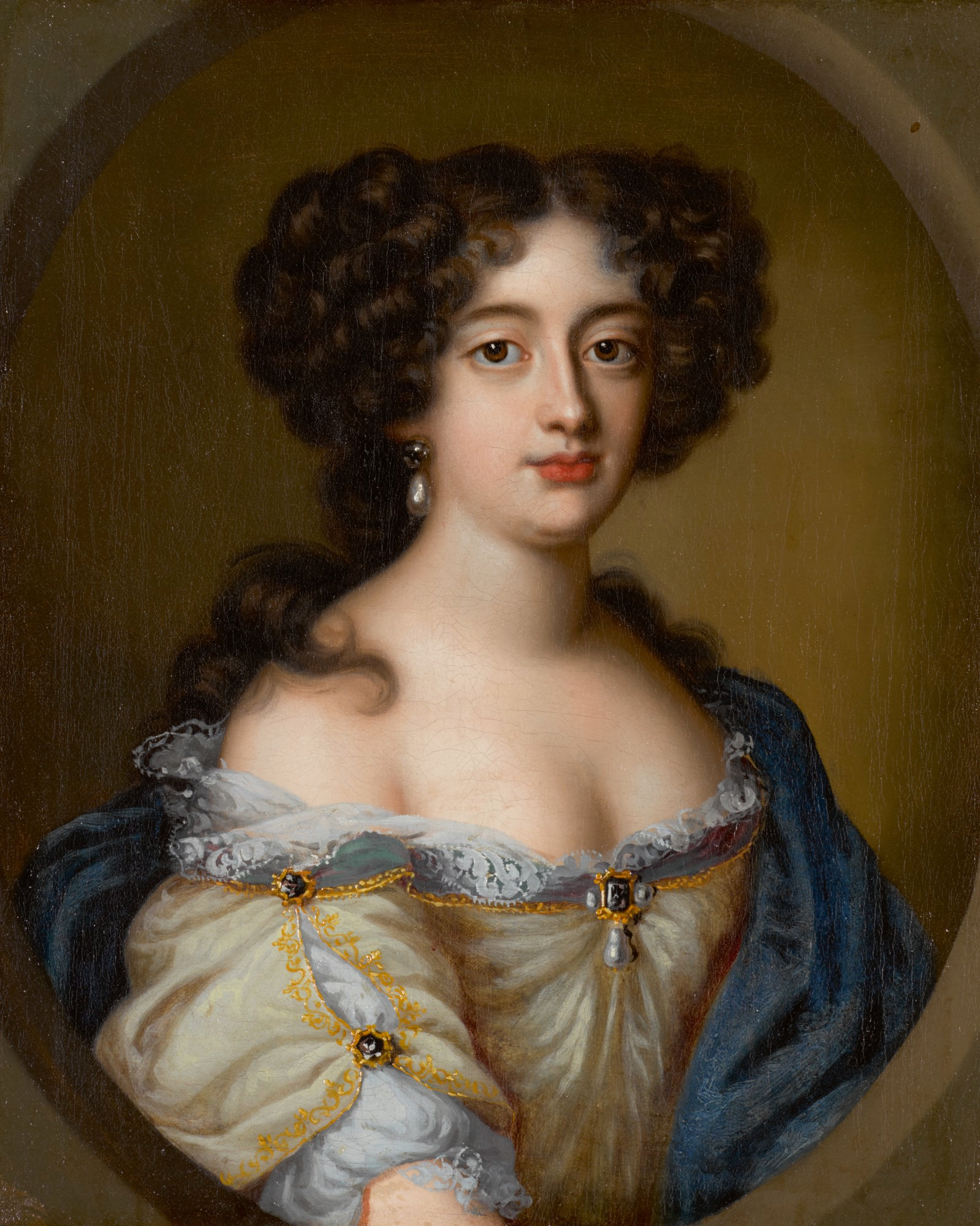
Hortense Mancini, duchesse de La Meilleiraye (1646–1699).
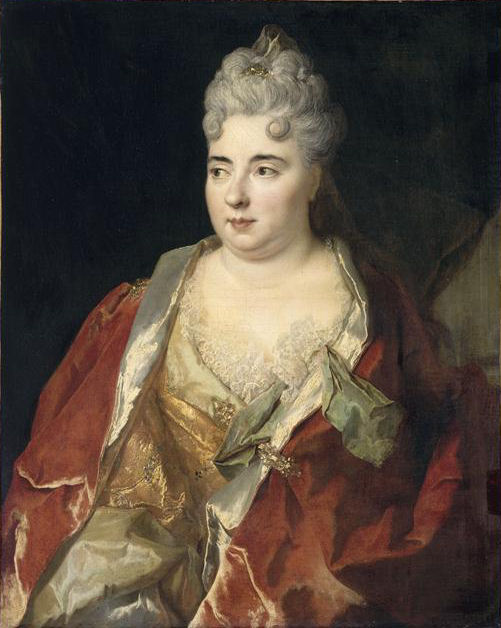
Marie-Anne Mancini, duchesse de Bouillon (1648–1715).

## Film und Fernsehen
- In der französischen Fernsehserie Die Abenteuer des Chevalier de Recci von 1967 wird Mazarin von Giani Esposito verkörpert.
- Mazarin steht im Mittelpunkt der französischen TV-Serie Mazarin (1978), hier wird er von François Périer dargestellt.
- In zwei Verfilmungen der Abenteuer der fiktiven Drei Musketiere nimmt Mazarin eine zentrale Rolle ein: in dem britischen Spielfilm Die Rückkehr der Musketiere (1989) spielt ihn Philippe Noiret, in der US-amerikanischen Mini-TV-Serie Lady Musketier – Alle für Eine (2004) verkörpert ihn Gérard Depardieu.